# Timbre erroné
 (novembre 2022).
Si vous disposez d'ouvrages ou d'articles de référence ou si vous connaissez des sites web de qualité traitant du thème abordé ici, merci de compléter l'article en donnant les références utiles à sa vérifiabilité et en les liant à la section « Notes et références ».
Ne doit pas être confondu avec Variété (philatélie).

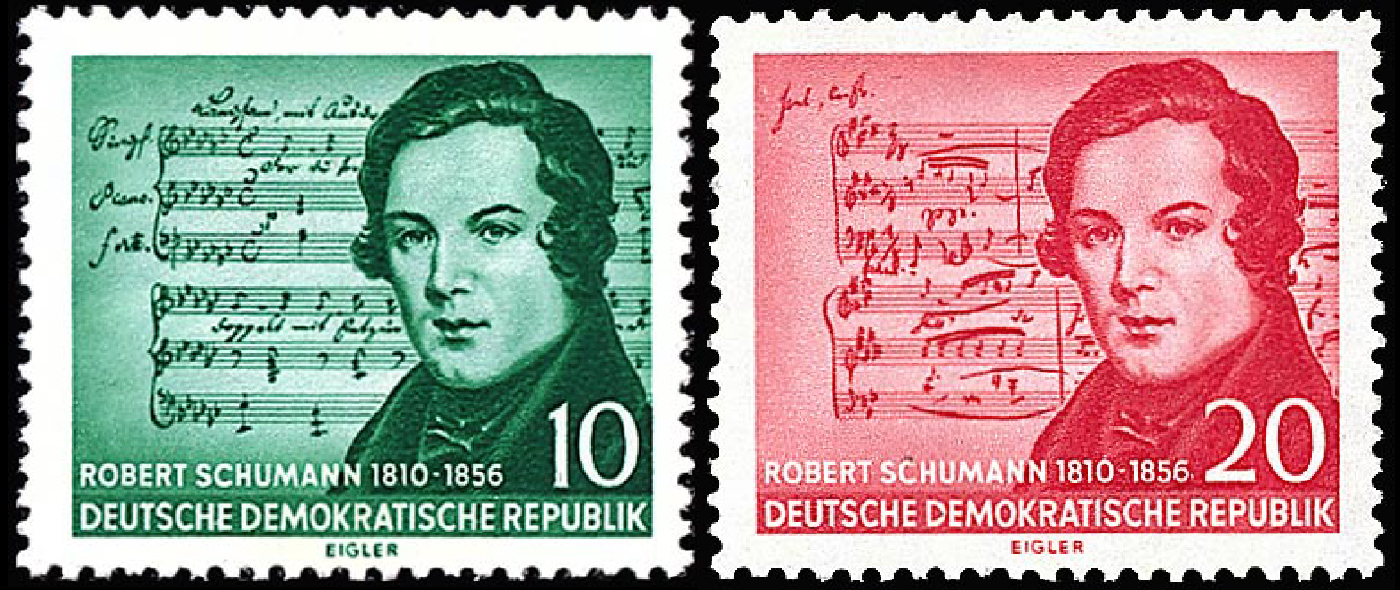
Timbre de la République démocratique allemande (RDA) en 1956 célébrant Robert Schumann, mais la partition musicale en arrière-plan du 10 pfennigs, à gauche, est en fait de Franz Schubert. Le timbre de droite de 20 pfennigs, à droite, émis en même temps, ne comporte pas d'erreur. Plus tard, une version corrigée du 10 pfennigs est émise.

Un timbre erroné est un timbre-poste sur le dessin duquel une erreur a été commise : une main humaine dessinée avec six doigts, un animal mal identifié, une faute d'orthographe, etc.
Les timbres sur la faune et la flore donnent lieu régulièrement à des erreurs d'identification du spécimen représenté, ou par exemple à des fautes d'orthographe sur le nom scientifique en latin, etc.
Les administrations postales ont différentes réactions lorsque le public et la presse découvrent l'erreur :
- ne rien faire et continuer la vente du timbre,
- certaines retirent complètement le timbre de la vente et procèdent à l'émission d'un timbre corrigé, au risque de provoquer une spéculation sur le marché philatélique autour des timbres erronés,
- certaines postes ont continué à vendre le timbre erroné et procédé à un tirage équivalent de timbres corrigés,
- plus rarement, il a pu être émis un plus grand nombre d'exemplaires d'un timbre erroné que prévu pour empêcher la spéculation.

On écarte généralement de cette catégorie des timbres erronés, les timbres-poste de propagande sur laquelle les erreurs cartographiques au détriment d'un pays voisin sont voulues dans le but politique d'illustrer des revendications territoriales.

## Historique des principaux timbres-poste erronés
- 1852, Guyane britannique : la phrase latine « Nous donnons et nous demandons en échange » devient « nous donnons et nous souffrons en échange » (patimus au lieu de petimus).
- 1866, Terre-Neuve : un phoque commun est dessiné se tenant sur des pattes avant (ce qu'il ne peut pas faire) non palmées, sorte de chimère avec l'otarie.

- 1903, Saint-Christophe-et-Niévès : Christophe Colomb utilise une longue-vue, dont l'invention est attribuée au Néerlandais Hans Lipperhey, au début du XVIIe siècle.

- 1920, Belgique: une planche du timbre 182a-Er, Hôtel de ville de Termonde, voit le centre de son cartouche imprimé à l'envers. 17 exemplaires connus.

- 1922, Belgique: « erreur d'Aubel ». 400 timbres no 140 (type I) de 20 centimes sont émis en rouge au lieu de lilas.

- 1929, France : sur le premier timbre touristique de ce pays, Henry Cheffer dessine la moitié seulement des arches de l'étage supérieur du pont du Gard.

- 1937, France : le Discours de la méthode de René Descartes devient le Discours sur la méthode. Le timbre est réémis corrigé.

- 1944, France : « 1,50 FRANCS » sur un timbre de la série Arc de Triomphe fabriquée par les États-Unis.

- 1947, Monaco : pour l'Exposition du centenaire du premier timbre des États-Unis, à New York, un timbre montre le président Franklin Roosevelt et sa collection de timbres. La main qui tient les brucelles a six doigts (Yvert n° PA 22).

- 1951, Corée du Sud : émission de 44 timbres pour honorer les 21 pays de la coalition des Nations unies qui sont intervenus pendant la guerre de Corée. L'Italie est présentée alors qu'elle n'était pas membre de l'ONU à cette époque et qu'elle n'a pas participé à ce conflit. De plus, le drapeau est celui de la monarchie déchue.
- 1956, République démocratique allemande : partition de Franz Schubert pour un timbre sur Robert Schumann. Le timbre est réémis corrigé.
- 1958, URSS : pour une conférence postale, représentation de nombreux drapeaux. Les couleurs du drapeau de la Tchécoslovaquie sont inversées.

- 1961, Italie : sur le timbre annonçant le voyage du président Giovanni Gronchi au Pérou, ce pays est amputé d'une province revendiquée par le Brésil[1].
- 1962, Belgique : erreur sur le monogramme de la reine Louise-Marie (ML au lieu d'un L travaillé). Le timbre a été réémis corrigé.
- 1964, France : sur le timbre du 50e anniversaire de la bataille de la Marne, les soldats portent leur fusil sur l'épaule gauche, ce qu'interdit le règlement militaire.

- 1978 ou 1979, Cameroun : visite du président français Valéry Giscard d'Estaing. Une erreur dans le placement de l'étoile jaune sur le Drapeau du Cameroun. Le timbre est réémis corrigé.

- 1989, États-Unis : sur le timbre du bicentenaire de la Révolution française représentant des allégories de la liberté, de l'égalité et de la fraternité, les couleurs du drapeau français sont dans l'ordre rouge, blanc, bleu, tel le pavillon national de 1790 à 1794.

- 1993, Ordre souverain de Malte : un timbre de 5 scudi qualifie de république (« Repubblica ») le Canada. Dès la prise de conscience de l'erreur, le tirage est retiré et incinéré le 16 mars 1993, sauf les 9 069 exemplaires déjà vendus[2].

- 1993, France : sur le timbre 50e anniversaire de la libération de la Corse, le lac de Biguglia devient une baie ouverte à la mer.

- 2005, France : sur le timbre « Année du Coq », la valeur faciale « Lettre 20 G » au lieu de 20 g pour 20 grammes. L'erreur d'unité de mesure est corrigée sur la série Fête du timbre « Titeuf », la même année.

- 2007, France : le timbre « Le ballon d'Alsace », présente une image du « Grand Ballon» ou « Ballon de Guebwiller ».
- 2011 et 2017, Wallis et Futuna : les timbres émis pour les 170e et 175e anniversaires du martyre de saint Pierre Chanel répètent la même faute d'orthographe, "martyr" au lieu de "martyre".